# The Way You Make Me Feel
"The Way You Make Me Feel" é uma canção do artista estadunidense Michael Jackson, lançada pelo selo Epic Records em 9 de novembro de 1987 como o terceiro single de seu sétimo álbum de estúdio Bad.
Escrita e composta por Jackson, o single foi produzido por Quincy Jones e Jackson. Alcançou o topo da Billboard 100, sendo o seu terceiro single a ficar no topo da tabela. O hit foi interpretado por Michael durante a cerimônia do Grammy Awards 1988 ao lado de "Man in the Mirror". Alcançou o topo da Billboard 100, sendo o seu terceiro single a ficar no topo da tabela.
É possível notar extrema similaridade com a canção Everybody Wants to Rule the World da banda britânica Tears for Fears, canção esta lançada em 1985 no álbum Songs from the Big Chair.
Um videoclipe de "The Way You Make Me Feel" foi lançado na época, mostrando Jackson perseguindo e dançando com a ex-modelo Tatiana Thumbtzen. Desde o lançamento do videoclipe, ele se tornou influente no material de outros artistas.
A canção foi interpretada em todas as turnês mundiais de Jackson como artista solo, e foi planejada para ter sido executada durante os concertos This Is It de 2009 a 2010.

## A Música
"The Way You Make Me Feel" geralmente recebeu críticas positivas de críticos de música contemporânea.
Musicalmente, "The Way You Make Me Feel" é uma música pop e=com batidas rhythm and blues. A letra de abertura da canção é "Hey, pretty baby with the high heels on". [8] "The Way You Make Me Feel" tem a ver com estar apaixonado, bem como o sentimento de amar alguém. Ao longo da canção, a faixa vocal de Jackson abrange de B3 a A5. [8] A canção é tocada na chave de E maior. "The Way You Make Me Feel" tem um meio-tempo de rock médio e tem um metrônomo de 120 batidas por minuto. A canção segue na progressão do acorde de E-D/E-E-Dmaj7/E na primeira linha, quando Jackson canta "Hee-hee! Ooh Go on!" e continua na mesma progressão na segunda linha, quando Jackson canta "Girl! Aaow!".

### Créditos
| - Composição (letra e música): Michael Jackson - Produção: Quincy Jones - Coprodução: Michael Jackson - Michael Jackson: vocais e vocais de fundo, estalos de dedos - John Robinson: bateria - Douglas Getschal: programação de tambores - Eric Gale, David Williams: guitarras - Kim Hutchcroft, Larry Williams: saxofones | - Gary Grant, Jerry Hey: trombetas - Ollie E. Brown, Paulinho da Costa: percussão - Christopher Currell: Synclavier, estalação de dedos - John Barnes, Michael Boddicker, Greg Phillinganes: sintetizadores - Larry Williams: programação de sintetizadores - Arranjos rítmico e vocal: Michael Jackson - Arranjo de sopros: Jerry Hey - Projetado e Mixado: Bruce Swedien |

## Videoclipe
O videoclipe de "The Way You Make Me Feel" foi dirigido por Joe Pytka e filmado em junho de 1987 em Skid Row, Los Angeles. Foi coreografado por Jackson e Vincent Paterson. A versão curta do vídeo tem seis minutos e quarenta e quatro segundos de duração e a versão completa tem nove minutos e trinta e três segundos de duração. A introdução da versão completa do vídeo também mostra a canção "Hot" de Roy Ayers de 1985 (escrita por Binky Brice, Philip Hunter Field e James Mtume) de seu álbum You Might Be Surprised.
O vídeo começa com um grupo de homens tentando pegar mulheres, mas falhando. Um dos homens (Michael Jackson) é dito para ir para casa e não ficar mais com os outros caras. Quando ele caminha para casa, um idoso (interpretado por Joe Seneca), que está sentado nos degraus de sua casa, diz-lhe que ele deve agir naturalmente. Michael nota uma mulher, interpretada pela modelo/dançarina Tatiana Thumbtzen, andando pelas ruas sozinha.
Pouco depois Michael sai de um beco e fica na frente da mulher enquanto ela caminha pela rua, embora ela o ignore e continue andando. Ele chama a atenção dela gritando, e então começa a cantar "The Way You Make Me Feel" para ela enquanto também dança. Desinteressada, ela vai embora. Ele a segue, sendo incentivado por seus amigos a persegui-la. Outra coreografia começa (uma sequência de danças complexas), envolvendo Michael e seus amigos, o que leva Michael a continuar perseguindo a mulher pelo bairro. O vídeo termina com Michael eventualmente "conquistando a mulher", e abraçando-a, enquanto um hidrante pulveriza água. O clipe também apresenta uma aparição de sua irmã La Toya Jackson como uma das amigas de Tatiana Thumbtzen.
O videoclipe foi lançado em 31 de outubro de 1987,e recebeu uma indicação na Cerimônia do MTV Video Music Awards de 1988. O vídeo, ao lado do vídeo "Bad" de Jackson, foi indicado para melhor coreografia, mas perdeu para o vídeo da irmã mais nova de Michael, Janet Jackson, "The Pleasure Principle".
O videoclipe foi incluído nos álbuns de vídeo: Video Greatest Hits – HIStory (versão longa em DVD e versão curta em VHS), Number Ones (versão curta), Michael Jackson's Vision (versão longa) e a versão target DVD de Bad 25 (versão longa).

## Performances ao vivo
Michael performou The Way You Make Me Feel na Bad World Tour, na primeira parte da Dangerous World Tour e na HIStory World Tour. Durante um concerto no Madison Square Garden (em 2001) para celebrar seus 30 anos de carreira solo, Michael fez da música um dueto com Britney Spears.

## Covers
Talvez nenhuma música de Michael tenha recebido tantas versões covers quanto "The Way You Make Me Feel". A música foi interpretada por uma dupla de garotas Australiana chamada Shakaya. Depois, Maria Lawson e Paul Anka regravaram a música em 2005. O cover mais recente é da boyband JLS em 2008.

### Desempenho nas paradas musicais

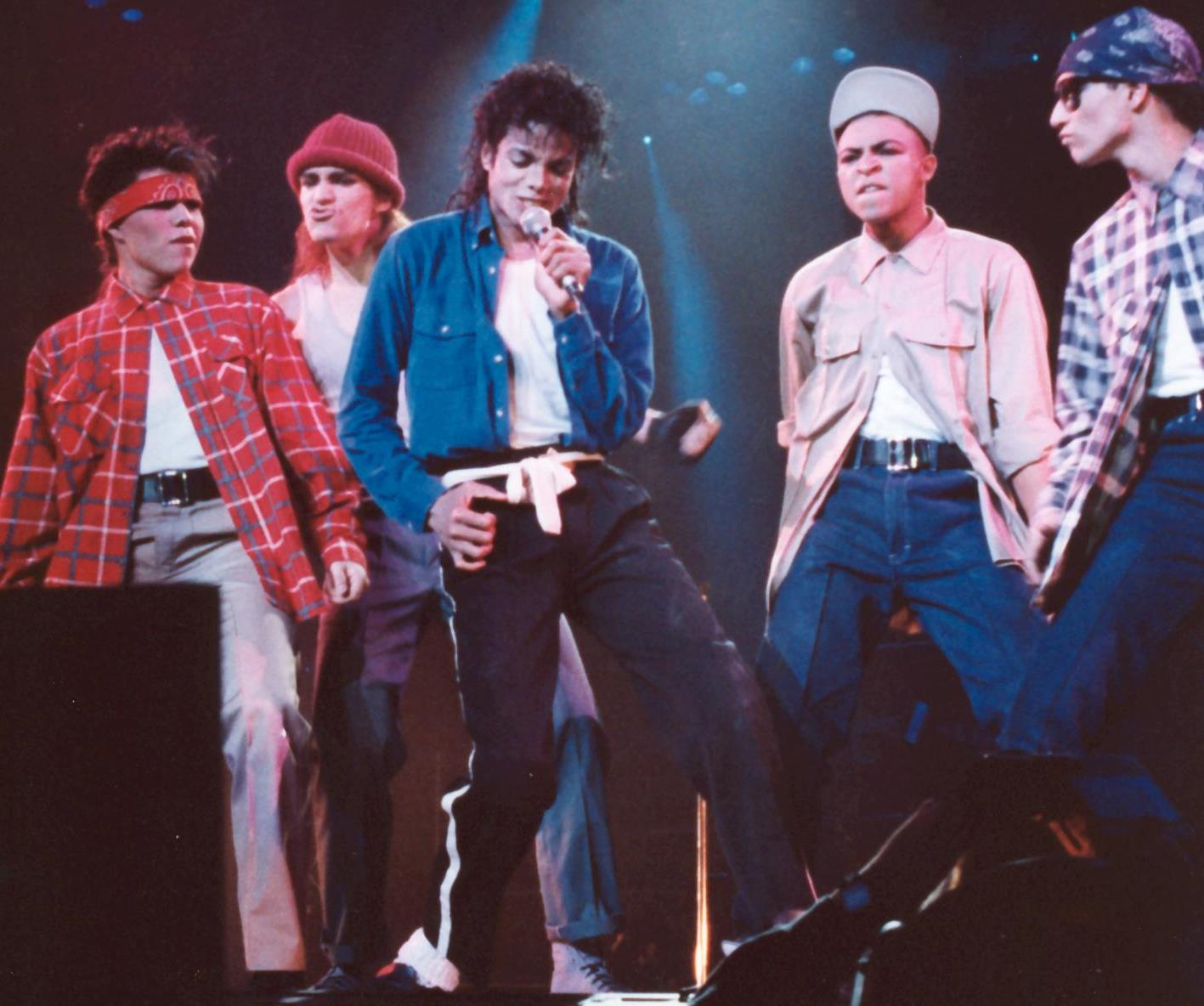
Jackson (Centro) performando a canção junto com seus dançarinos durante a Bad World Tour, em 1988.

| País (1988)    | Posição |
| -------------- | ------- |
| Estados Unidos | 1       |
| Austrália      | 5       |
| França         | 29      |
| Itália         | 7       |
| Brasil         | 3       |
| Reino Unido    | 3       |
| Canadá         | 1       |
| Alemanha       | 1       |